# Taraxacum
Dente-de-leão é o nome vulgar de várias espécies pertencentes ao género botânico Taraxacum, das quais a mais disseminada é a Taraxacum officinale. É uma planta medicinal herbácea conhecida no Brasil também pelos nomes populares taráxaco, papai-careca, amor-de-homem, vovô-careca, amargosa, alface-de-cão ou salada-de-toupeira. No Nordeste é conhecida por esperança. 

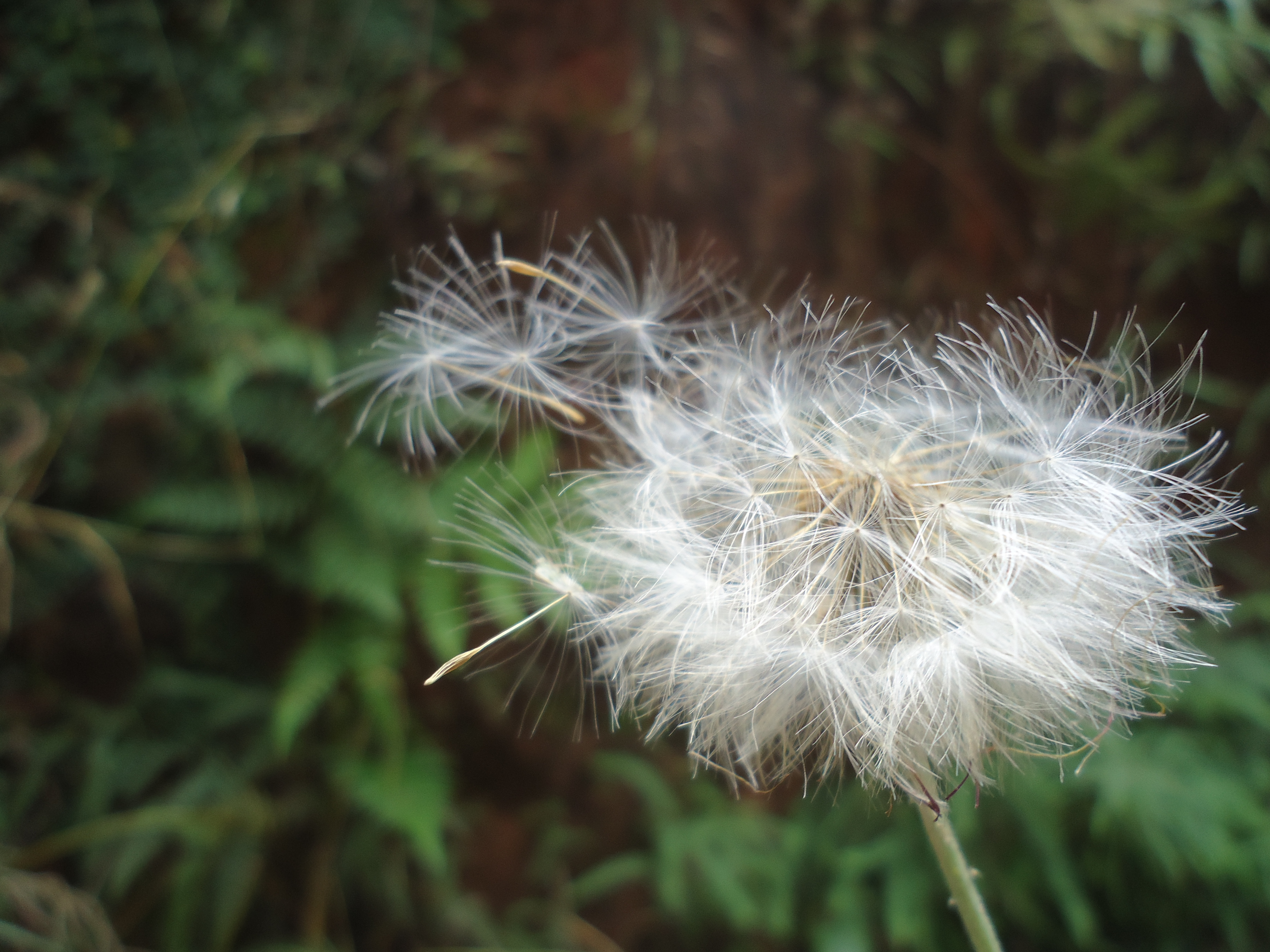
Dente-de-leão

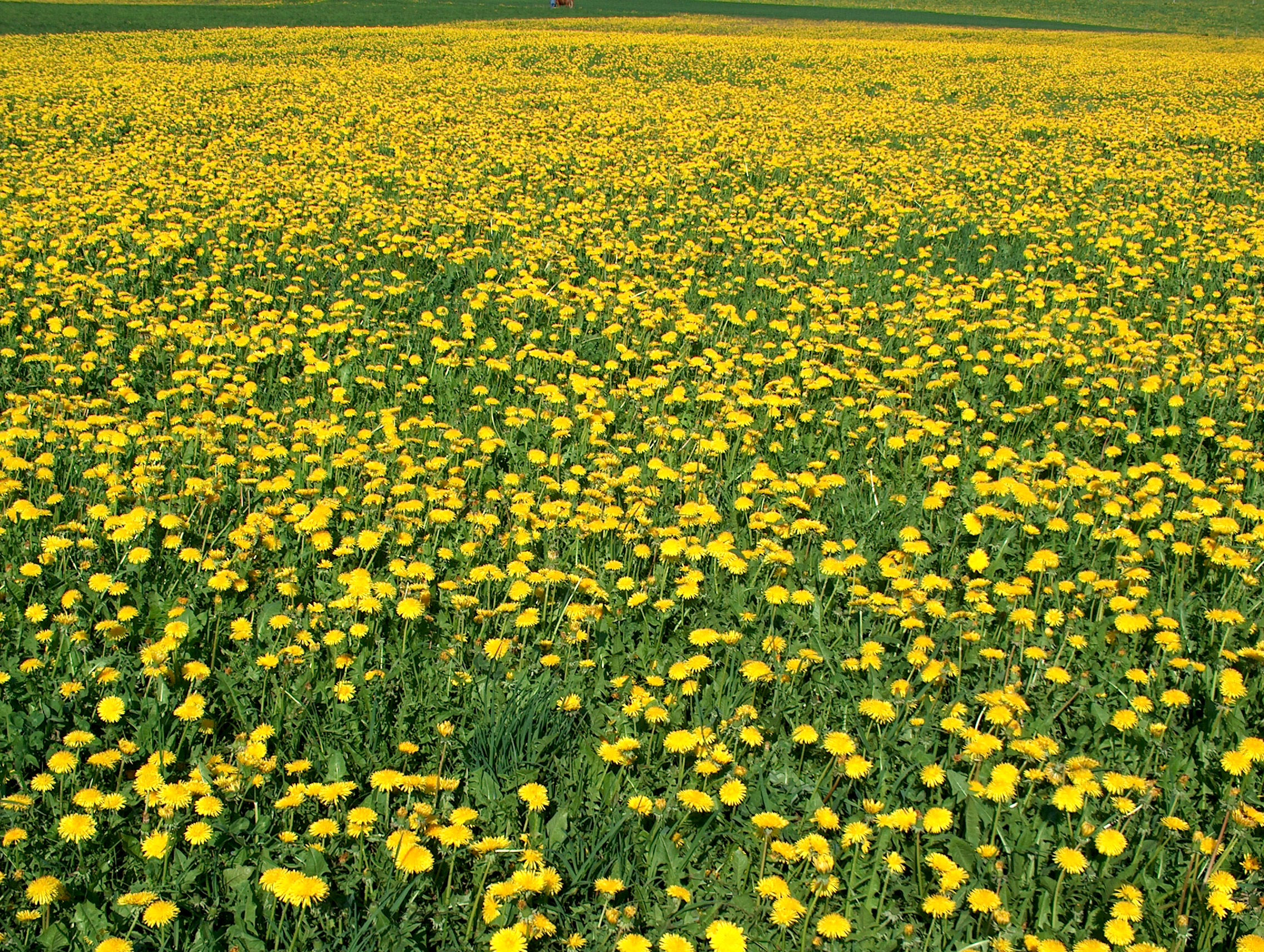
Campo coberto com flores do dente-de-leão.

Em Portugal também é conhecido por quartilho, taráxaco ou amor-dos-homens.

## GêneroTaraxacum
Planta da família das compostas (como a serralha e muitas outras), tem inflorescências amarelo-brilhantes ou mesmo brancas. Tem um alto potencial biótico devido à facilidade com que suas sementes se disseminam: com a forma de pequenos pára-quedas, são facilmente levadas pelo vento. Taraxacum officinale é um indicador de solo fértil. [carece de fontes?]

## Usos medicinais
A planta inteira é usada como diurético, laxativo e para facilitar a digestão e estimular o apetite; pode também ser utilizado em casos de obstipação. Além disso, contribui para aumentar a produção de bílis por isso é adequado para os problemas de fígado e vesícula biliar. A raiz é indicada para reumatismo. Faz-se óleo de massagem, também para artrite. Também é conhecida como um ótimo emagrecedor quando tomado (chá) 3 vezes ao dia. [carece de fontes?]

## Produção de borracha
A utilização do látex do dente-de-leão na fabricação de borracha está a ser objecto de estudo na Alemanha, EUA, China e Japão. Ao contrário da Seringueira, o dente-de-leão não precisa de um clima quente para crescer, criando por isso a oportunidade de produzir látex a um custo inferior ao actual. [carece de fontes?]

## Espécies selecionadas
- Taraxacum borealisinense Kitam. - Pissenlit du nord de la Chine (Sibérie, Mongolie, Chine)
- Taraxacum californicum Munz & I.M.Johnst. - Pissenlit de Californie
- Taraxacum carneocoloratum A.Nels. - Pissenlit à cornes (Canada, États-Unis)
- Taraxacum ceratophorum (Ledeb.) DC.
- Taraxacum collinum DC. - Pissenlit des collines (Russie, Mongolie)
- Taraxacum dissectum (Ledeb.) Ledeb. - Pissenlit discret (Sibérie, Europe du Sud : Suisse, France, Italie, Espagne)
- Taraxacum eriophorum Rydb.
- Taraxacum glabrum DC. - Pissenlit glabre (Russie d'Europe)
- Taraxacum japonicum Koidz.
- Taraxacum kok-saghyz L.E.Rodin - Pissenlit de Russie (Kazakhstan, Kirghizstan, Chine)
- Taraxacum laevigatum (Willd.) DC. - Pissenlit lisse (Europe, Russie, Kazakhstan
- Taraxacum lecerum Greene
- Taraxacum lyratum (Ledeb.) DC.
- Taraxacum megalorrhizon (Forssk.) Hand.-Mazz. - Pissenlit à grosse racine, (Région méditerranéenne)
- Taraxacum mongolicum Hand.-Mazz. - Pissenlit de Mongolie (Russie, Mongolie, Chine, Corée)
- Taraxacum palustre (Lyons) Symons
- Taraxacum phymatocarpum J. Vahl
- Taraxacum spectabile Dahlst.
- Três espécies são endêmicas da ilha de Jan Mayen situada no Oceano Atlântico Norte:
  - Taraxacum brachyrhynchum
  - Taraxacum recedens
  - Taraxacum torvum